# Stanisław Kazimierz Ostrowski
Stanisław Kazimierz Wacław Ostrowski (ur. 8 maja 1879 w Warszawie, zm. 13 maja 1947 w Nowym Jorku) – polski rzeźbiarz.

## Życiorys

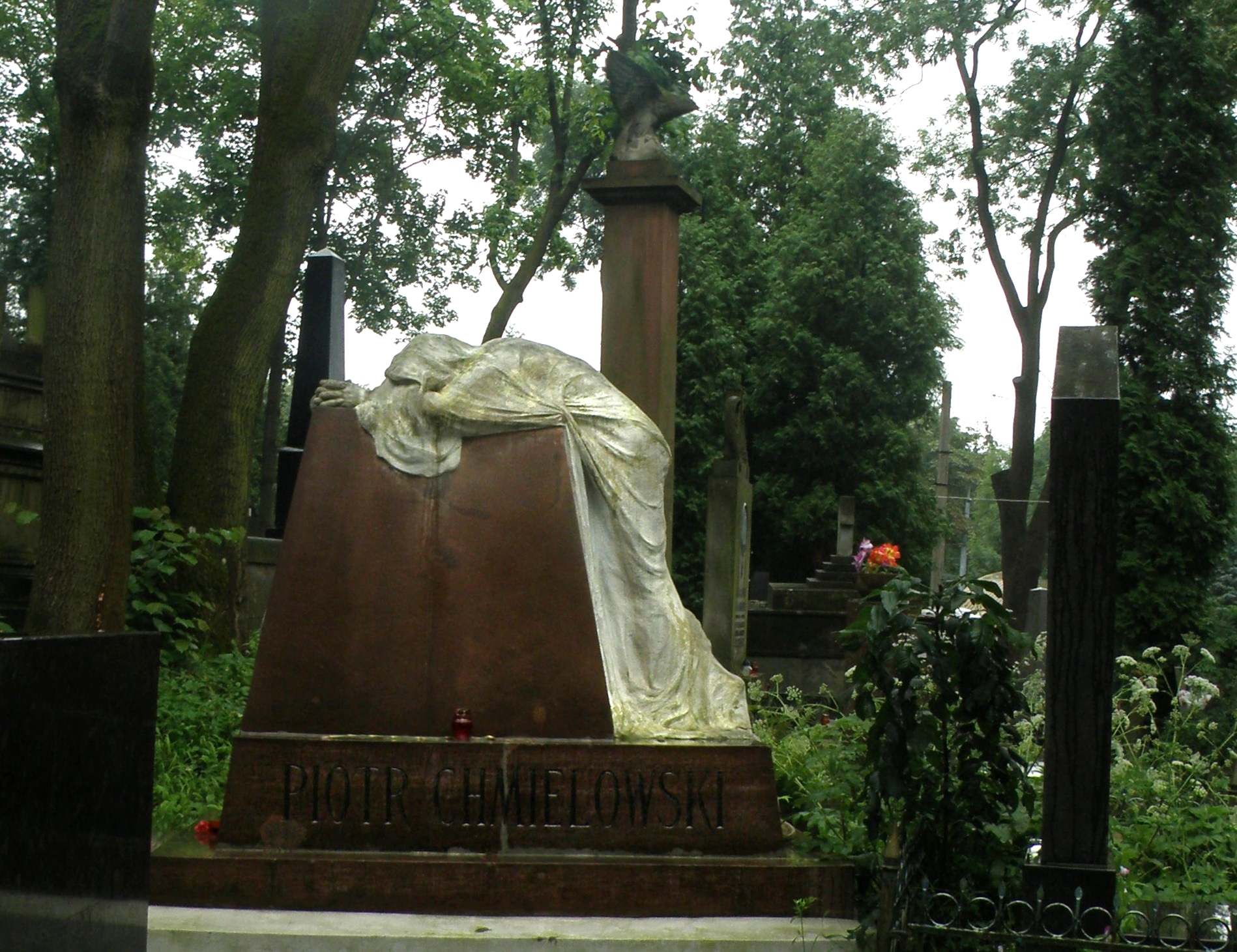
Grób Piotra Chmielowskiego na cmentarzu Łyczakowskim. Stan po renowacji z 2010

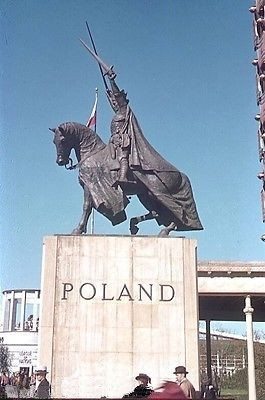
Pomnik konny Władysława Jagiełły w Nowym Jorku w 1939

Syn rzeźbiarza Kazimierza Witolda, brat Witolda Tadeusza. Odbył studia w Akademii Sztuk Pięknych w Krakowie pod kierunkiem Alfreda Dauna i Konstantego Laszczki. Później kontynuował naukę we Francji, Niemczech i Włoszech (Florencja, Rzym). Wykonał szereg medalionów polskich poetów, liczne rzeźby portretowe Norwida, Słowackiego, Micińskiego, Kasprowicza, Perzyńskiego. Muzeum Narodowe w Krakowie posiada rzeźby przedstawiające Chopina i Piłsudskiego.
Jego autorstwa są Płyta Nieznanego Żołnierza w Łodzi (odsł. 22 marca 1925) i Grób Nieznanego Żołnierza w Warszawie (odsł. 2 listopada 1925).
Na cmentarzu Łyczakowskim we Lwowie znajduje się nagrobek jego autorstwa, na grobie Piotra Chmielowskiego.
Ostrowski był też inicjatorem polichromii domów Starego Rynku w Warszawie.
Wykonał w brązie konny pomnik króla Władysława Jagiełły dla polskiego pawilonu na Światową Wystawę w Nowym Jorku w 1939 r. Na skutek wybuchu II wojny światowej pomnik nie powrócił do Polski i od 1945 został ustawiony w tamtejszym Central Park.
Był projektantem obiegowych monet z wizerunkiem Józefa Piłsudskiego bitych w latach 1934–1939.
Jego żona Bronisława Ostrowska była poetką i pisarką, a wnuczka Elżbieta – historykiem sztuki.
Jego symboliczny grób znajduje się na cmentarzu Powązkowskim w Warszawie (kwatera 55-6-20).

## Ordery i odznaczenia
- Krzyż Oficerski Orderu Odrodzenia Polski (11 listopada 1936)[5]